# Paolo Borsellino
Paolo Borsellino, född 19 januari 1940 i Palermo, Sicilien, död 19 juli 1992 i Palermo, var en italiensk domare som blev känd för sitt arbete mot sicilianska maffian Cosa Nostra.

## Biografi
Tillsammans med sin kollega Giovanni Falcone arbetade Borsellino med Maxirättegången mot maffian från 1986 och i ytterligare två år. Rättegången baserades till stora delar på vittnesmål från pentiton (samarbetande maffiaavhoppare) Tommaso Buscetta. Efter att en långvarig intern konflikt inom maffian började han att samarbeta med Falcone. Rättegången ledde till att flera hundra mafiosi kunde fällas. Borsellinos och Falcones antimaffiaarbete fortsatte. I början av 1992 bekräftade den italienska högsta domstolen domarna. Maffiabossen Salvatore Riina beordrade hämnd och i maj samma år dödades Falcone i en bilbomb och mindre än två månader gick Borsellino samma öde till mötes. 
Den 19 juli 1992, efter att ha ätit lunch med vänner, for Borsellino i bil till Via D'Amelio i Palermo, där hans mor bodde. Efter mordet på Giovanni Falcone tog man inga chanser; Borsellino hade sex livvakter med sig. En Fiat 127 parkerad vid moderns hus exploderade och dödade Borsellino och fem av livvakterna, däribland Emanuela Loi (24), Palermos första kvinnliga livvakt. De övriga dödade poliserna var Agostino Catalano (43), Vincenzo Li Muli (22), Walter Eddie Cosina (30) och Claudio Traina (27). Endast Antonino Vullo (32) överlevde.
Borsellino sade: «Jag har aldrig bett om att få jobba med maffiabekämpning, det var en tillfällighet, men med tiden blev det ett moraliskt problem; personer runt mig blev dödade.» Borsellino visste att han var i fara. Inte långt innan han blev dödad yttrade han: «Jag är varken en hjälte eller en kamikaze, jag är en person som alla andra. Jag fruktar slutet eftersom jag betraktar det som något mystiskt, jag vet inte vad som sker på den andra sidan. Men det viktigaste är att känna att man har övertaget... Om det inte var för smärtan över att förlora familjen kunde jag dö ganska lugn.»
Flygplatsen i Palermo döptes om till Falcone-Borsellino Airport och ett minnesmärke av konstnären Tommaso Geraci med inskriptionen "Falcone - Borsellino - De Andra - Det Nya Siciliens Stolthet".
| ”                  | De rädda dör varje dag, de modiga dör endast en gång. | „ |
| – Paolo Borsellino |                                                       |   |

I juli 2023 dömde en appellationsdomstol i Italien Matteo Messina Denaro till livstids fängelse för hans inblandning i mordet på Paolo Borsellino och hans kollega åklagaren Giovanni Falcone.